# Championnat d'Uruguay de football 1985
Navigation
Saison précédente Saison suivante
La saison 1985 du Championnat d'Uruguay de football est la quatre-vingt-troisième édition du championnat de première division en Uruguay. Les treize meilleurs clubs du pays sont regroupés au sein d'une poule unique, la Primera División, où ils s'affrontent deux fois au cours de la saison, à domicile et à l'extérieur. En fin de saison, le dernier du classement cumulé des deux dernières saisons est relégué et remplacé par le champion de deuxième division.
C'est le Club Atlético Peñarol qui est sacré champion d'Uruguay cette saison après avoir terminé en tête du classement final, avec quatre points d’avance sur Montevideo Wanderers et cinq sur le Club Atlético Cerro. C'est le 37e titre de champion d'Uruguay de l’histoire du club.

## Qualifications continentales
Les deux premiers de la Liguilla pré-Libertadores obtiennent leur billet pour la prochaine Copa Libertadores.

## Les clubs participants
| - CA Peñarol - Defensor Sporting Club - Club Nacional de Football - Club Atlético Bella Vista - Huracán Buceo - Club Atlético Progreso | - CA River Plate - Promu de D2 - Danubio FC - CA Cerro - Rampla Juniors - Central Español Fútbol Club - Montevideo Wanderers - Institución Atlética Sud América |

## Compétition

### Classement
Le barème utilisé pour établir le classement est le suivant :
- Victoire : 2 points
- Match nul : 1 point
- Défaite : 0 point

| Rang | Équipe                           | Pts | J  | G  | N  | P  | Bp | Bc | Diff |
| ---- | -------------------------------- | --- | -- | -- | -- | -- | -- | -- | ---- |
| 1    | Club Atlético Peñarol            | 32  | 24 | 12 | 8  | 4  | 35 | 16 | +19  |
| 2    | Montevideo Wanderers             | 28  | 24 | 9  | 10 | 5  | 26 | 16 | +10  |
| 3    | Club Atlético Cerro              | 27  | 24 | 8  | 11 | 5  | 28 | 26 | +2   |
| 4    | Club Atlético River PlateP       | 27  | 24 | 8  | 11 | 5  | 25 | 24 | +1   |
| 5    | Club Nacional de Football        | 26  | 24 | 9  | 8  | 7  | 26 | 24 | +2   |
| 6    | Club Atlético Progreso           | 25  | 24 | 7  | 11 | 6  | 24 | 23 | +1   |
| 7    | Rampla Juniors Fútbol Club       | 24  | 24 | 8  | 8  | 8  | 21 | 24 | -3   |
| 8    | Central Español Fútbol ClubT     | 23  | 24 | 6  | 11 | 7  | 24 | 26 | -2   |
| 9    | Institución Atlética Sud América | 22  | 24 | 9  | 4  | 11 | 31 | 34 | -3   |
| 10   | Huracán Buceo                    | 22  | 24 | 6  | 10 | 8  | 24 | 27 | -3   |
| 11   | Danubio Fútbol Club              | 21  | 24 | 8  | 5  | 11 | 36 | 33 | +3   |
| 12   | Defensor Sporting Club           | 18  | 24 | 5  | 8  | 11 | 18 | 32 | -14  |
| 13   | Club Atlético Bella Vista        | 17  | 24 | 5  | 7  | 12 | 19 | 32 | -13  |

|  | Club champion d’Uruguay 1985 et qualifié pour la Liguilla pré-Libertadores |
|  | Qualification pour la Liguilla pré-Libertadores                            |
|  | Relégation directe en deuxième division                                    |
|  | T : Tenant du titre P : Promu de D2                                        |

- Institución Atlética Sud América est relégué car c'est le club le moins performant lors des deux dernières saisons.

### Liguilla pré-Libertadores
Les six clubs qualifiés pour la Liguilla s'affrontent une nouvelle fois pour déterminer les deux clubs qualifiés pour la Copa Libertadores 1986. Si le champion ne termine pas parmi les deux premiers, il obtient le droit d'affronter le second de la Liguilla pour connaître la deuxième formation qualifiée.
| Rang | Équipe                     | Pts | J | G | N | P | Bp | Bc | Diff |  | Résultats (▼ dom., ► ext.) | Peñ | Wan | Pro | Ram | Cer | RPll |
| ---- | -------------------------- | --- | - | - | - | - | -- | -- | ---- |  | -------------------------- | --- | --- | --- | --- | --- | ---- |
| 1    | Club Atlético PeñarolT     | 8   | 5 | 3 | 2 | 0 | 11 | 6  | +5   |  | Club Atlético PeñarolT     |     | 1-1 | 1-1 | 2-1 | 4-2 | 3-1  |
| 2    | Montevideo Wanderers       | 8   | 5 | 3 | 2 | 0 | 10 | 2  | +8   |  | Montevideo Wanderers       |     |     | 1-1 | 3-0 | 4-0 | 1-0  |
| 3    | Club Atlético Progreso     | 5   | 5 | 1 | 3 | 1 | 5  | 4  | +1   |  | Club Atlético Progreso     |     |     |     | 2-0 | 1-2 | 0-0  |
| 4    | Rampla Juniors Fútbol Club | 3   | 5 | 1 | 1 | 3 | 4  | 7  | -3   |  | Rampla Juniors Fútbol Club |     |     |     |     | 0-0 | 3-0  |
| 5    | Club Atlético Cerro        | 3   | 5 | 1 | 1 | 3 | 7  | 14 | -7   |  | Club Atlético Cerro        |     |     |     |     |     | 3-5  |
| 6    | CA River Plate             | 3   | 5 | 1 | 1 | 3 | 6  | 10 | -4   |  | CA River Plate             |     |     |     |     |     |      |

## Bilan de la saison
| Championnat d'Uruguay de football 1985 |                                   |
| Champion                               | Club Atlético Peñarol (37e titre) |
| Qualifications continentales           |                                   |
| Copa Libertadores 1986                 | Club Atlético Peñarol             |
| Copa Libertadores 1986                 | Montevideo Wanderers              |
| Promotions et relégations              |                                   |
| Promus en Primera División             | Centro Atlético Fénix             |
| Relégués en Primera B                  | Institución Atlética Sud América  |